# Frank Petter
Frank Anthonie Petter (Breda, 29 december 1956) is een Nederlands theoloog, predikant, politicus en bestuurder. Hij is lid van het CDA.

## Opleiding en loopbaan
Petter ging tot 1976 naar het vwo in Breda en studeerde tussen 1976 en 1977 rechten aan de Rijksuniversiteit Utrecht. Vervolgens heeft hij tot 1985 theologie gestudeerd aan de Theologische Universiteit Kampen. Hij was vanaf 29 december 1985 tot 2003 achtereenvolgens predikant van de gereformeerde kerken in Luttelgeest-Kuinre en Goes en van de protestantse kerk in Dongen-Rijen. Namens Zeeland was hij in 1992 en 1993 lid van de generale synode en in 1998 en 1999 was hij voorzitter van de classis Klundert (regio West-Brabant). Op 11 juli 2002 promoveerde hij in de Godgeleerdheid en Godsdienstwetenschap aan de Rijksuniversiteit Groningen.
Petter was directeur van het 'Centrum voor Wetenschap en Levensbeschouwing' van de Universiteit van Tilburg van 2003 tot 2006. Sinds 1 augustus 2024 is hij voor twee dagen in de week ambulant (waarnemend) predikant in de Nieuwe Kerk te Middelburg. Hij zal deze ambt vervullen totdat er weer een vaste predikant is aangenomen in de vacature die is ontstaan. Hij zal zich vooral focussen op het pastoraat en op het project ‘Kerk in de Stad’.

## Politieke loopbaan
Petter was lid van de Provinciale Staten van Noord-Brabant van 2003 tot 2006. In de Staten was hij woordvoerder van cultuur en lid van de Statencommissie Zorg, Welzijn en
Cultuur en voorzitter van de Statencommissie Europa, Internationalisering en Belangenbehartiging. Namens de Staten was hij lid van het dagelijks bestuur van het GOL (Grensoverschrijdend Overheids Lichaam). Van 1 januari 2006 tot 1 september 2013 was hij burgemeester van Woudrichem. Van 1 september 2013 tot 1 juli 2023 was hij burgemeester van Bergen op Zoom.

## Persoonlijk
Petter is geboren en getogen in Breda en woonde vanaf zijn tiende in Bavel. Hij is getrouwd en heeft vijf kinderen. Op 18 augustus 2013 werd Petter voor het NCRV-programma Eén tegen 100 gekozen uit het publiek. In 2022 werd bij Petter de ziekte van Parkinson vastgesteld.